# Красносельское сельское поселение (Кущёвский район)
Красносе́льское се́льское поселе́ние — муниципальное образование в составе Кущёвского района Краснодарского края России.
В рамках административно-территориального устройства Краснодарского края ему соответствует Красносельский сельский округ.
Административный центр — село Красное.

## Население
| 2010  | 2012  | 2013  | 2014  | 2015  | 2016  | 2017  |
| ----- | ----- | ----- | ----- | ----- | ----- | ----- |
| 6154  | ↘6055 | ↗6077 | ↗6083 | ↘6032 | ↘6005 | ↘6003 |
| 2018  | 2019  | 2020  | 2021  | 2023  |       |       |
| ↘5992 | ↘5990 | ↘5976 | ↘4949 | ↘4925 |       |       |

## Населённые пункты
В состав сельского поселения (сельского округа) входят 5 населённых пунктов:
| № | Населённый пункт | Тип населённого пункта | Население (чел.) |
| - | ---------------- | ---------------------- | ---------------- |
| 1 | Красное          | село                   | ↗3569            |
| 2 | Цукерова Балка   | хутор                  | ↘567             |
| 3 | Водяная Балка    | хутор                  | ↘453             |
| 4 | Звёздочка        | хутор                  | ↘75              |
| 5 | Красное          | хутор                  | ↗1490            |